# Benedict Baumgarth
Benedict Baumgarth (* 6. Februar 2006) ist ein deutscher Basketballspieler.

## Werdegang
Baumgarth begann seine Laufbahn im Nachwuchs der BG Dorsten, ehe er in die Jugend des BSV Wulfen wechselte. Er spielte im Jugendleistungsbereich für die Spielgemeinschaft Metropol Baskets Ruhr. 2021 wurde er in die von Trainer Gary Johnson betreute BSV-Herrenmannschaft (1. Regionalliga) aufgenommen. Im Dezember 2022 wurde Baumgarth erstmals in den Farben der VfL SparkassenStars Bochum in der 2. Bundesliga ProA eingesetzt. Im Januar 2025 wurde er von den Bochumern an den Drittligisten SBB Baskets Wolmirstedt ausgeliehen.
Im Sommer 2025 schloss sich Baumgarth der zweiten Mannschaft der Rostock Seawolves an.

### Nationalmannschaft
Im Frühling 2024 nahm Baumgarth mit der deutschen U18-Nationalmannschaft am Albert-Schweitzer-Turnier teil.